# Ansbach-Bayreuth

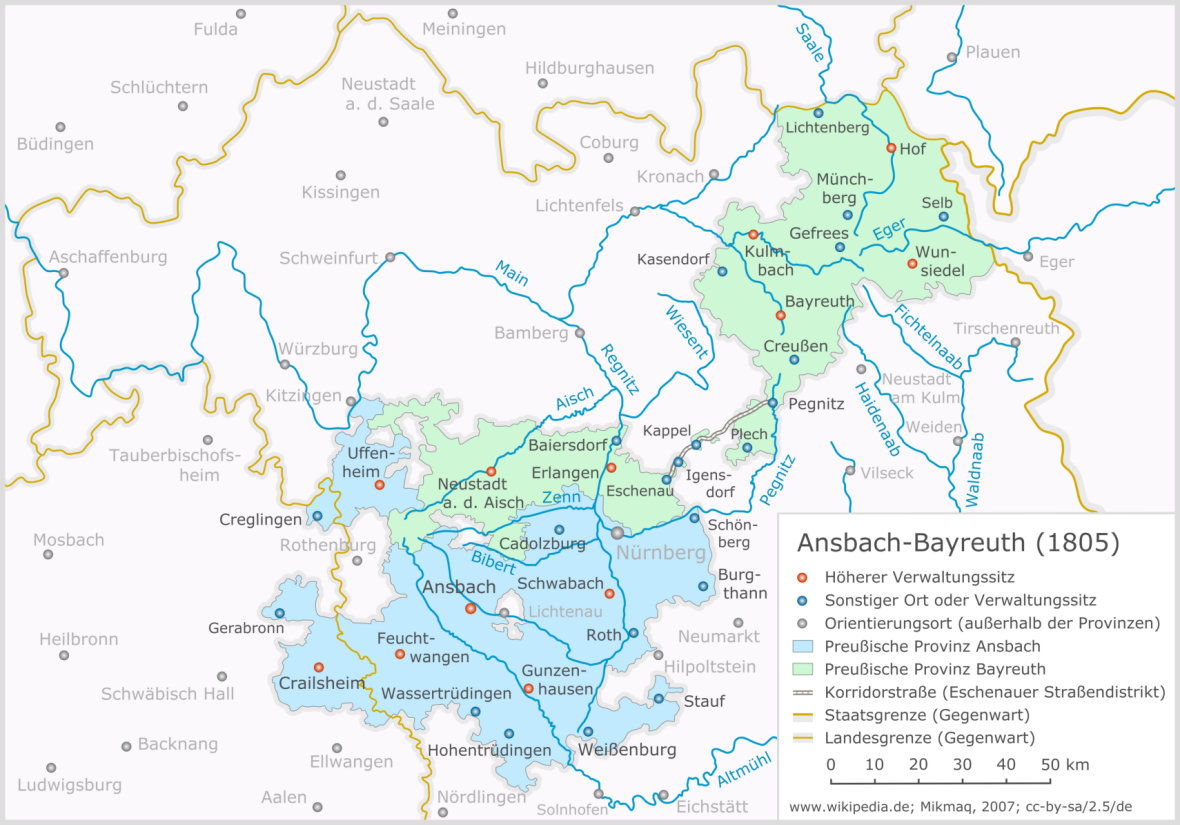
Ansbach-Bayreuth (nach territorialer Neuorganisation) im Jahr 1805

Ansbach-Bayreuth ist die zusammenfassende Kurzbezeichnung für ein ehemaliges preußisches Verwaltungsgebiet, das von 1792 bis zum Ende des Heiligen Römischen Reiches Deutscher Nation 1806 existierte. Es bestand aus den bis 1791/1792 eigenständigen Territorien des Fürstentums Ansbach und des Fürstentums Bayreuth, die aber bereits seit 1769 in Personalunion vom letzten fränkisch-hohenzollernschen Markgrafen regiert worden waren. Obwohl diese beiden Gebiete nach der Übernahme durch Preußen staatsrechtlich formal eigenständig weiterexistierten, wurden sie dennoch zentral von einer preußischen Provinzverwaltung mit Sitz in Ansbach verwaltet.

## Geschichte

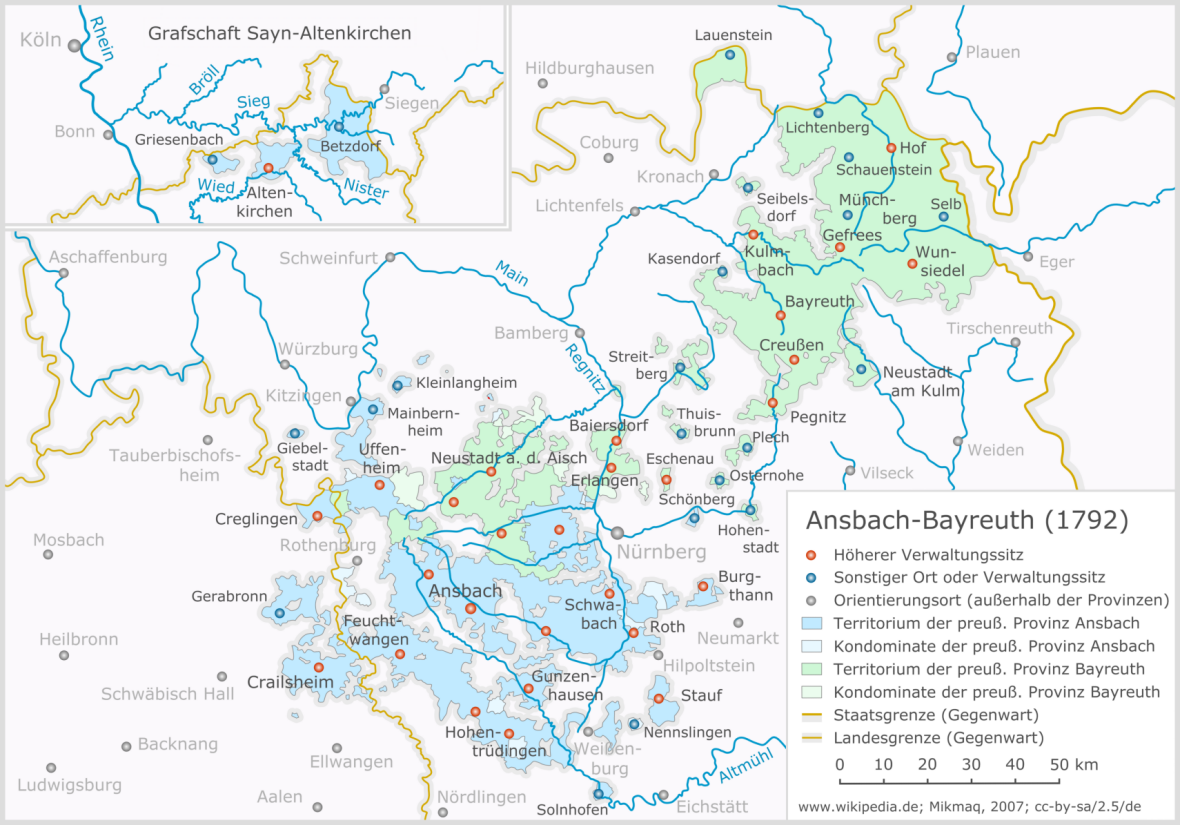
Ansbach-Bayreuth nach der Übernahme durch Preußen im Jahr 1792

### Entstehung
Zur Bildung des preußischen Verwaltungsgebietes Ansbach-Bayreuth kam es 1792, nachdem mit Karl Alexander der letzte Markgraf von Brandenburg-Ansbach (bzw. seit 1769 in Personalunion auch von Brandenburg-Bayreuth) im Dezember 1791 gegen eine finanzielle Entschädigung (in Form einer Leibrente von jährlich 300.000 Gulden) auf seine Residentschaft verzichtet und seinen Herrschaftsbereich an das Königreich Preußen abgetreten hatte. Zeitgenössischen Statistiken zufolge lebten damals im Fürstentum Ansbach etwa 143.000 Untertanen, das Fürstentum Bayreuth zählte rund 180.000 Bewohner.
Zunächst übernahm Karl August von Hardenberg die Verwaltung der beiden Territorien. Damit kam es zu einer faktischen Wiedervereinigung der hohenzollernschen Burggrafschaft Nürnberg unter hohenzollerisch-preußischer Hoheit, aus deren Aufteilung sich die drei Linien der Fürstentümer und des Kurfürstentums im Laufe des 15. Jahrhunderts herausgebildet hatten.
Durch diesen Wechsel begann für die angrenzenden reichsunmittelbaren Herrschaften eine turbulente Zeit, denn Preußen versuchte, ein geschlossenes Staatsgebiet in Franken zu schaffen:
Der Friede von Teschen wurde am 13. Mai 1779 in Teschen zwischen Österreich und dem Königreich Preußen geschlossen und beendete den Bayerischen Erbfolgekrieg. In den Bestimmungen wurde unter anderem festgelegt, dass Österreich von Bayern die östlich von Inn und Salzach gelegenen Gebiete des Rentamtes Burghausen, also einen Gebietsstreifen von Passau bis zur Nordgrenze des Erzstifts Salzburg erhielt. Im Gegenzug wurden die Ansprüche Preußens auf die beiden hohenzollernschen Markgraftümer Fürstentum Brandenburg-Ansbach und Brandenburg-Bayreuth anerkannt (Artikel 10 und 11, Primogenitur und Zusammenführung im Erledigungsfall, Behandlung zugehöriger Lehen in böhmischen Bereichen).
Das Fürstentum Ansbach wurde zwar mehrfach in Personalunion mit dem Fürstentum Kulmbach (bzw. seit 1604 Bayreuth) regiert (1495–1515, 1557–1603 und 1769–1791), es blieb aber bis zum Ende des alten Reiches ein staatsrechtlich eigenständiges Territorium. Mit dem Fürstentum Bayreuth wurde es 1791/1792 an den preußischen Staat angegliedert und zusammen als Ansbach-Bayreuth zunächst von Karl August von Hardenberg gemeinsam verwaltet. Am 9. Juni 1791 übergab Markgraf Karl Alexander, er war bereits außer Landes, Hardenberg die volle landesherrliche Gewalt, am 2. Dezember wurde in Bordeaux das Abdankungspatent unterzeichnet. Das Berliner Kabinettsministerium wies am 15. Januar 1792 Hardenberg an, den Regierungswechsel durch Publikation des Abdankungspatentes zu veröffentlichen, sowie das auf den 5. Januar datierte Regierungsantrittspatent von Friedrich Wilhelm II. bekannt zu machen.

### Unterwerfung der Reichsritter
Der leitende Minister Karl August Freiherr von Hardenberg (er weilte bereits seit 1790 in beratender Funktion in Ansbach) versuchte durch Aufkäufe von Herrschaften das Gebiet zunächst gütlich und vertraglich im Fränkischen Ritterkreis zu arrondieren (territorium non clausum), was aber nur teilweise gelang. Er erhöhte den Druck auf die reichsritterschaftlichen Gebiete durch punktuelle herrschaftliche Eingriffe und militärische Aktionen, die größtenteils dem Reichsrecht und der Rechtsstellung der Reichsritter entgegenstanden. Diese Idee eines umfassenden vertraglichen Ausgleichs zur Schaffung eines geschlossenen Staatsgebietes war jedoch schon im März 1793 gescheitert, was auf einer unüberbrückbaren Kluft zwischen den staatsrechtlichen und politischen Anschauungen der machtstaatlich ausgerichteten preußischen Monarchie und der Reichsritter bestand.
Auf fragwürdige Weise zog Hardenberg hierzu die Landeshoheit aus der ausgeübten Blutgerichtsbarkeit („Fraisch“) heran (dieser Anspruch war teilweise gegenüber anderen Herrschaften bereits seit Jahrhunderten ein Streitpunkt, beispielsweise mit der Reichsstadt Nürnberg oder dem Bistum Eichstätt) und leitete daraus die kompletten hoheitlichen Rechte ab.
Gegen die sich mehrenden Übergriffe im Bereich der „Policey“ und des Militär- und Steuerwesens suchten die Ritter Rückhalt beim Fränkischen Kreis und am Kaiserhof, der sich zunächst auf diplomatische Initiativen beschränkte. Außer Protesten und Klagen in Wien und den dortigen Bescheiden bis hin zu Exekutionsbeschlüssen war jedoch auf diesem Wege nichts zu erlangen, geschweige denn diese Exekutionsbeschlüsse waren durchzusetzen. Schließlich erließ der vom Kanton Altmühl angerufene Reichshofrat gegen Ende des Jahres 1795 zwei von Preußen ignorierte Mandate zugunsten der Ritterschaft, mit deren Exekution Bamberg und Sachsen-Gotha beauftragt wurden; ebenso wenig beeindruckten in Berlin die Protestnoten, die mehrere Kurfürsten auf Druck der Hofburg in Wien an den König richteten.
 So wurden beispielsweise fast alle Akten des Archivs und der Registratur des Kantons Altmühl am 22. November 1796 überfallmäßig durch eine Regierungskommission aus Ansbach beschlagnahmt und nach Ansbach geschafft, um den reichsritterlichen Herren wichtige Dokumente für die Prozessführung zu entziehen. Dabei wurden auch Soldaten eingesetzt. Dem waren zuvor schon preußische Patentanschläge in den an Ansbach-Bayreuth angrenzenden ritterlichen Herrschaften und Reichsstädten (beispielsweise im Gebiet vor den Stadtmauern in Dinkelsbühl und Nürnberg) im Februar und März 1792 vorausgegangen. Im Jahr 1798 hatte sich der Umfang des Fränkischen Ritterkreises um etwa ein Viertel bis ein Drittel verringert. Besonders betroffen war der Kanton Altmühl, der fast vollständig mediatisiert worden war.
Im Vertrag von Schönbrunn vom 15. Dezember 1805 musste Preußen das Fürstentum Ansbach-Bayreuth im Tausch gegen das Kurfürstentum Hannover an Frankreich abgeben.

### Ende
Das Fürstentum Ansbach wurde entgegen dem Willen seiner Bevölkerung, die preußisch bleiben wollte, im Zuge der „napoleonischen Flurbereinigung“ 1806 bayerisch.
Der Dritte Koalitionskrieg wurde mit dem Frieden von Pressburg (26. Dezember 1805) beendet und Bayern erhielt unter anderem das Fürstentum Ansbach. Der bayerische König Max Joseph gab im Besitzergreifungspatent vom 20. Mai 1806 bekannt, dass er nun rechtmäßiger Besitzer des Fürstentums war. Er verlangte darin von „der Geistlichkeit, der Ritterschaft, Lehnleuten, Einsassen, Civil- und Militär-Bedienten, Magistraten der Städte, und von sämmtlichen Unterthanen, Einwohnern, wessen Standes oder Würde sie sein mögen, so gnädig als ernstlich: dass sie sich Unserer Regierung unterwerfen, […]“. Der König entsandte als obersten Vertreter der bayerischen Behörden Carl Friedrich Graf von Thürheim (1762/63–1832, seit 1817 bayerischer Innenminister).
Der Erwerb war insofern bedeutungsvoll, da das Territorium der Markgrafschaft/des Fürstentums Ansbach eine Landbrücke zwischen den altbayerischen und schwäbischen Gebieten und den neu erworbenen fränkischen Gebieten bildete.
Das Fürstentum Bayreuth dagegen verblieb noch ein weiteres Jahr unter preußischer Herrschaft, bis es nach der Niederlage Preußens im Vierten Koalitionskrieg 1807 an das französische Kaiserreich abgetreten werden musste. Als sogenanntes pays reservé (d. h. ein Gebiet, das als Verhandlungsmasse zur Verfügung stehen sollte) für drei Jahre zunächst unter französischer Militärverwaltung stehend, wurde es 1810 an das Königreich Bayern verkauft. Damit endete die Geschichte dieses kurzlebigen preußischen Verwaltungsgebietes.

## Administrative Gliederung
- Fürstentum Ansbach (inkl. der Grafschaft Sayn-Altenkirchen)
- Fürstentum Bayreuth